# Mikkel Desler
Mikkel Desler Puggaard (ur. 19 lutego 1995 w Odense) – duński piłkarz grający na pozycji obrońcy, zawodnik amerykańskiego klubu Austin FC.

## Życiorys
Jest wychowankiem Odense Boldklub. W czasach juniorskich trenował także w Assens FC. W 2014 roku dołączył do seniorskiego zespołu Odense. W rozgrywkach Superligaen zadebiutował 8 maja 2014 w wygranym 2:1 meczu z Randers FC. 20 marca 2019 został piłkarzem norweskiego FK Haugesund. W 2021 przeszedł do Toulouse FC, a w 2024 do Austin FC.
W 2016 roku wystąpił wraz z reprezentacją na igrzyskach olimpijskich w Rio de Janeiro.